# Peppino di Capri

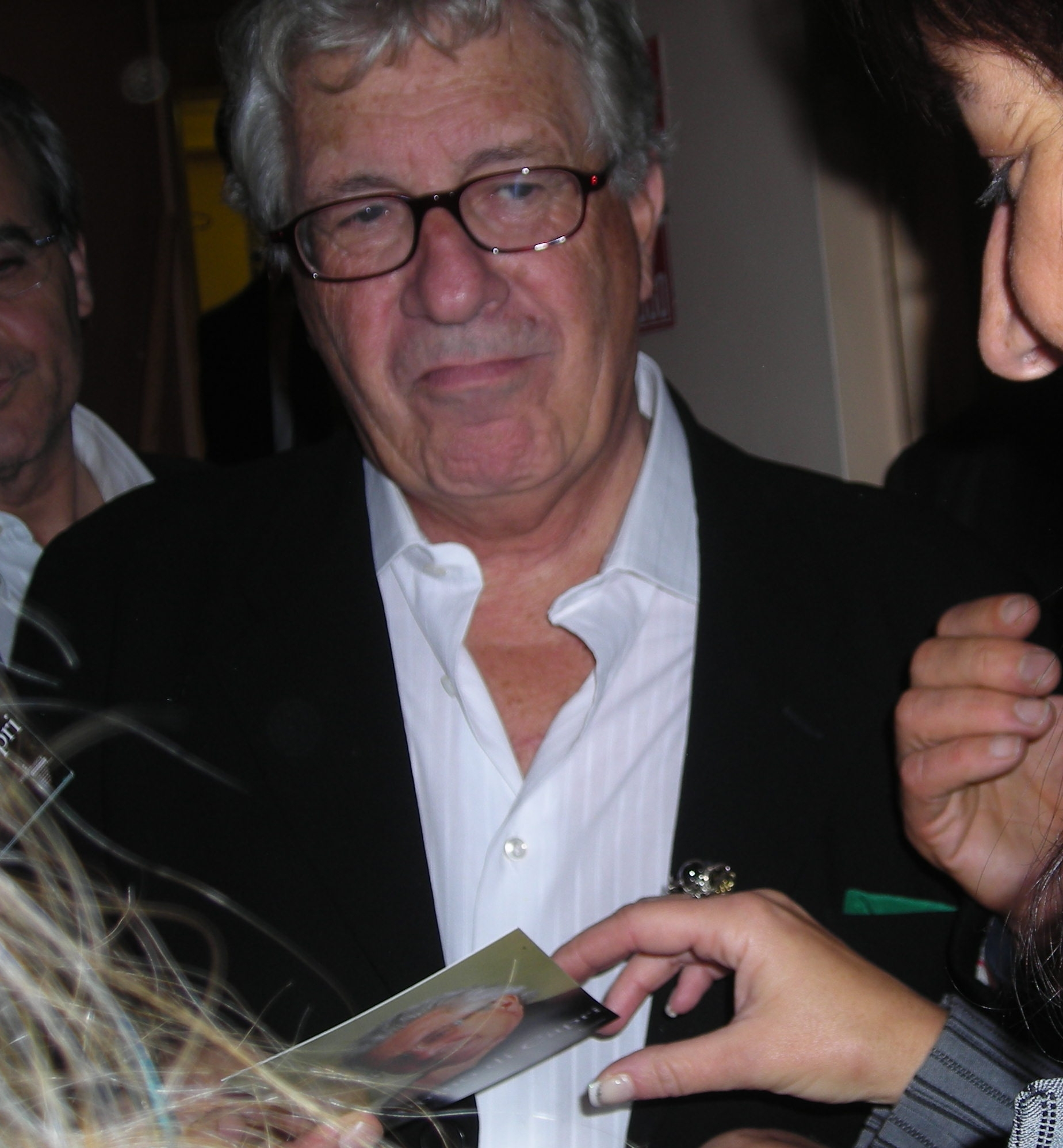
Peppino di Capri in 2008

Peppino di Capri (Napels, 27 juli 1939) is een Italiaanse zanger, zijn echte naam is Giuseppe Faiella.
In 1970 won hij het Festival van Napels met Me chiamme ammore.
Hij won het San Remo Festival tweemaal, in 1973 met Un grande amore e niente più en in 1976 met Non lo faccio più.
Hij had zijn grootste successen in de jaren 70 met liedjes als Voce 'e notte, I'te vurria vasà (Eduardo Di Capua), Let's Twist Again, St. Tropez Twist, Nun è peccato, Malatia, Nessuno al mondo, Luna caprese, Nessuno al mondo, Roberta en Champagne. In Nederland en België is Roberta (1963) een van zijn bekendste liedjes.
In 1991 verdedigde hij de Italiaanse kleuren op het Eurovisiesongfestival in Rome met Comme E'Ddoce 'O Mare, een lied in zijn moedertaal, het Napolitaans. Hij eindigde op de zevende plaats.

## Deelnames aan San Remo
- 1967 Dedicato all'amore
- 1971 L'ultimo romantico
- 1973 Un grande amore e niente più
- 1976 Non lo faccio più
- 1980 Tu cioè...
- 1985 E mo’ e mo’
- 1987 Il sognatore
- 1988 Nun chiagnere
- 1989 Il mio pianoforte
- 1990 Evviva Maria
- 1992 Favola blues
- 1993 La voce delle stelle
- 1995 Ma che ne sai (Se non hai fatto il pianobar) met Gigi Proietti Stefano Palatresi vormde hij het trio Trio Melody
- 2001 Pioverà (Habibi ené)
- 2005 La panchina

## Discografie

### Singles
| Single met eventuele hitnotering(en) in de Nederlandse Top 40 | Datum van verschijnen | Datum van binnenkomst | Hoogste positie | Aantal weken | Opmerkingen |
| ------------------------------------------------------------- | --------------------- | --------------------- | --------------- | ------------ | ----------- |
| Melancholie                                                   | 1965                  | 13-02-1965            | 24              | 14           |             |

1956: Franca Raimondi + Tonina Torrielli · 
1957: Nunzio Gallo · 
1958: Domenico Modugno · 
1959: Domenico Modugno · 
1960: Renato Rascel · 
1961: Betty Curtis · 
1962: Claudio Villa · 
1963: Emilio Pericoli · 
1964: Gigliola Cinquetti · 
1965: Bobby Solo · 
1966: Domenico Modugno · 
1967: Claudio Villa · 
1968: Sergio Endrigo · 
1969: Iva Zanicchi · 
1970: Gianni Morandi · 
1971: Massimo Ranieri · 
1972: Nicola di Bari · 
1973: Massimo Ranieri · 
1974: Gigliola Cinquetti · 
1975: Wess & Dori Ghezzi · 
1976: Al Bano & Romina Power · 
1977: Mia Martini · 
1978: Ricchi e Poveri · 
1979: Matia Bazar · 
1980: Alan Sorrenti · 
1983: Riccardo Fogli · 
1984: Alice & Battiato · 
1985: Al Bano & Romina Power · 
1987: Umberto Tozzi & Raf · 
1988: Luca Barbarossa · 
1989: Anna Oxa & Fausto Leali · 
1990: Toto Cutugno · 
1991: Peppino di Capri · 
1992: Mia Martini · 
1993: Enrico Ruggeri · 
1997: Jalisse · 
2011: Raphael Gualazzi · 
2012: Nina Zilli · 
2013: Marco Mengoni · 
2014: Emma Marrone · 
2015: Il Volo · 
2016: Francesca Michielin · 
2017: Francesco Gabbani · 
2018: Ermal Meta & Fabrizio Moro · 
2019: Mahmood · 
2021: Måneskin · 
2022: Mahmood & Blanco · 
2023: Marco Mengoni · 
2024: Angelina Mango · 
2025: Lucio Corsi
- Biblioteca Nacional de España: XX1473244
- Bibliothèque nationale de France: cb13928673b (data)
- Catàleg d'autoritats de noms i títols de Catalunya: 981058520026006706
- Gemeinsame Normdatei: 129623830
- International Standard Name Identifier: 0000 0000 7824 8795
- Library of Congress Control Number: no98033269
- MusicBrainz: 82985305-ec27-48d5-b0fb-e419ab4c5ea9
- Virtual International Authority File: 57697001
- WorldCat: E39PBJyMkFgT9pj4cBwpmJpgKd